# UTC−3:30

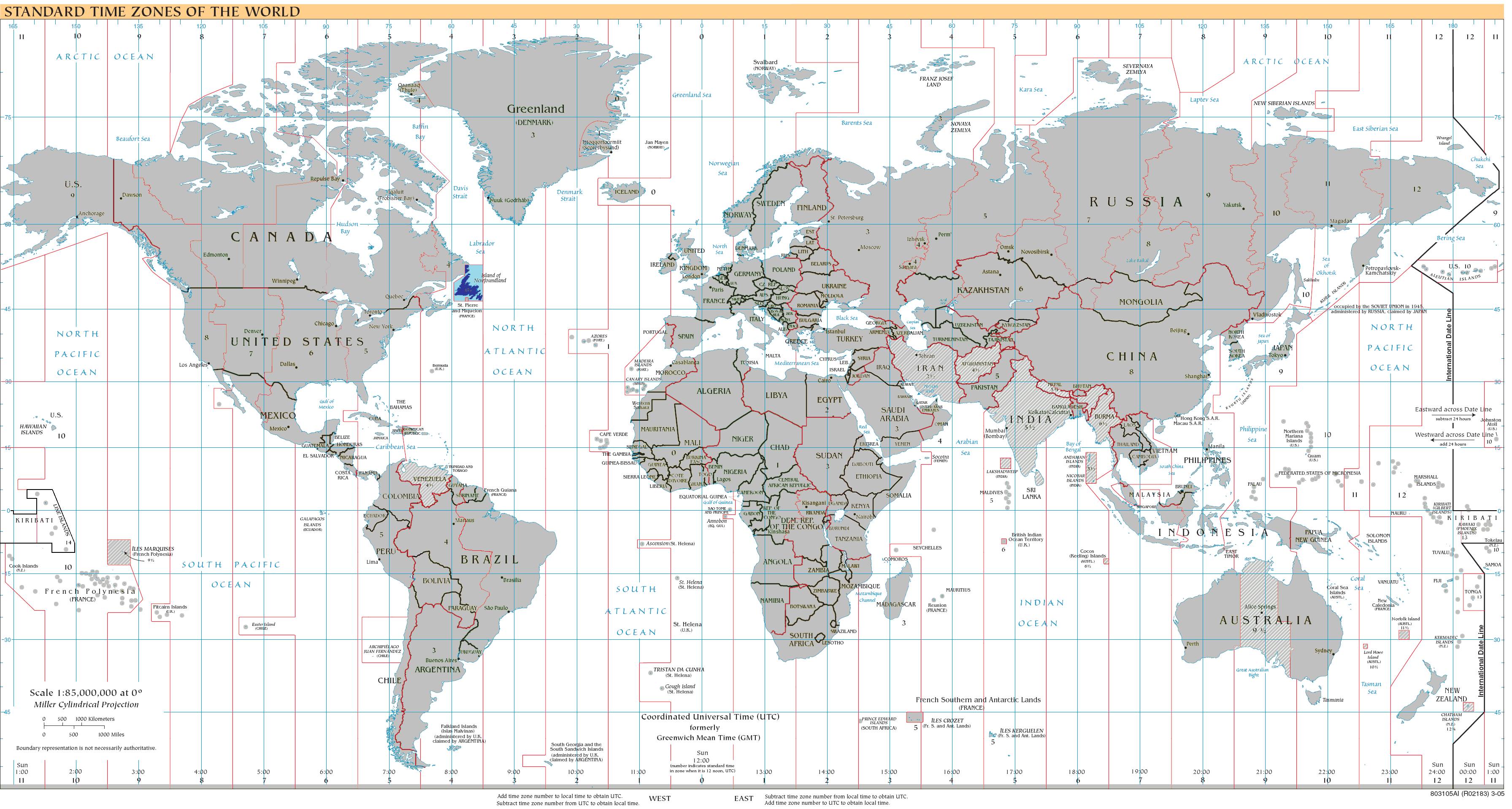
Mapa mundi destacando UTC-3:30 em azul escuro durante o inverno do Hemisfério Norte

UTC - 3:30 ou Horário de Terra Nova ou NST - Newfoundland Standard Time é o fuso horário onde o horário local é contado a partir de menos três horas e trinta minutos do horário do Meridiano de Greenwich. Este fuso horário é usado por:
Longitude ao meio: 52º 30' 00" O
- Canadá (Newfoundland*)